# Penujah
Penujah is een plaats en bestuurslaag (kelurahan) in het onderdistrict (kecamatan) Kedung Banteng  in het regentschap Tegal van de provincie Midden-Java, Indonesië. Penujah telt 1968 inwoners (volkstelling 2010).